# غيورغ براندت
غيورغ براندت (بالسويدية: Georg Brandt)‏ هو كيميائي سويدي، ولد في 26 يونيو 1694 في Skinnskatteberg ‏ في السويد، وتوفي في 29 أبريل 1768 في ستوكهولم في السويد. يعتبر أول من اكتشف عنصر الكوبالت.

## حياته
ولد براندت في مقاطعة فاستمانلاند في السويد .و الده هو غيورغين براندت الذي كان يملك عددا من المناجم وصيدلية ، ووالدته هي كاترينا سينغ.عمل أستاذا للكيمياء بجامعة أوبسالا . وأثبت بالتجارب المخبرية أن الكوبالت هو مصدر اللون الأزرق في الزجاج ، والذي كان يُنسب سابقًا إلى البزموت الموجود بالكوبالت. توفي في 29 أبريل 1768 بسرطان البروستاتا.

## وصلات خارجية
- غيورغ براندت على موقع الموسوعة البريطانية (الإنجليزية)